# Togeella malaisei
Togeella malaisei är en stekelart som beskrevs av Heinrich 1980. Togeella malaisei ingår i släktet Togeella, och familjen brokparasitsteklar. Inga underarter finns listade.